# Типа копы
«Ти́па ко́пы» (англ. Let’s Be Cops дословно «Давай быть копами») — американская комедия 2014 года режиссёра и сценариста Люка Гринфилда. Мировая премьера фильма состоялась 7 августа 2014 года в Голливуде (США).

## Сюжет
Получив приглашение на костюмированную вечеринку, два нерадивых приятеля решают нарядиться полицейскими, и вдруг их популярность среди гостей подскакивает до максимума. На волне успеха парни продолжают игру. Но неожиданно псевдокопы оказываются впутанными в реальную криминальную историю, и теперь им придется применить свои фальшивые значки по полной.

## В ролях
| Актёр             | Роль            |
| ----------------- | --------------- |
| Джейк Джонсон     | Райан О’Мелли   |
| Дэймон Уайанс мл. | Джастин Миллер  |
| Роб Риггл         | офицер Сигарс   |
| Нина Добрев       | Джози           |
| Джеймс Д’Арси     | Мосси Касик     |
| Киган-Майкл Кей   | Пупа            |
| Энди Гарсиа       | детектив Бролин |
| Джон Лажуа        | Тодд Коннорс    |
| Том Мардиросян    | Джорджи         |
| Наташа Леггеро    | Энни            |
| Ребекка Кун       | Лидия           |

## Производство
Основные съемки начались в мае 2013 года в Атланте, штат Джорджия, и закончились в июле.

## Прокат
Фильм вышел в прокат в Канаде, США и на Ямайке 13 августа 2014 года, в Ираке, Папуа — Новая Гвинее и России — 28 августа 2014 года, в Италии и Малайзии — 25 сентября 2014 года.